# ジャック・フーキエ
ジャック・フーキエ（Jacques Fouquier、オランダ語の名はヤコブ、姓は FouquièresやFocquierとも、1580年頃 - 1659年）はフランドル生まれの画家である。風景画を描き、フランスなどで活動した。

## 略歴
アントウェルペンで生まれた。誰から絵を学んだかは知られていない。冬の風景を描いた1617年の作品は、アントウェルペンの画家、ヤン・ブリューゲル（1568-1625）のスタイルを継承しているため、ヤン・ブリューゲルの弟子であったと推定する研究者もいるが、別の作品ではウィレム・バイテウェッヘ（1592-1624）やエサイアス・ファン・デ・フェルデ（1587–1630）らのロッテルダムやアムステルダムの画家の影響が見られ、オランダで修行した可能性もある。1614年にアントウェルペンの聖ルカ組合の親方として登録されが、1616年まではアントウェルペンで記録があるが、アントウェルペンを離れ1616年にブリュッセルの聖ルカ組合に入会し、その後ハイデルベルクに移りプファルツ選帝侯フリードリヒ5世の宮廷で働いた。1620年にイタリアに旅し、ローマやヴェネツィアに滞在した。イタリアでティツィアーノ（c.1490-1576）の風景画作品を研究して作風を変えた。
1621年にパリに移り、パリでフーキエの風景画は高く評価され、同時代の多くの美術収集家に作品は買い上げられた。有名になっていた画家のピーテル・パウル・ルーベンス（1577-1640）と共作したともいわれている。
フランス国王ルイ13世（1601-1643）に重用され、爵位も与えられた。ルーブル宮殿のGrande galerieを装飾するためにフランス各地の風景を描くという注文を受け、1626年にトゥーロン、1627年にエクスアンプロヴァンス、1629年にトゥーロンとマルセイユ、1632年にトゥーロンとエクスアンプロヴァンス、1633年にはトゥーロンを訪れた。作品の制作に時間がかかり、最初の作品を国王に送ることができたのは1632年になっだとされる。騎士の爵位を得たことを誇り、絵を描く時には帯剣して描いたとされ、高慢になったとされる。画家のニコラ・プッサン（1594-1665）と対立することになった。ルイ13世にローマからフランスへ呼び戻されたプッサンは1640年から1642年にかけての2年足らずのパリ滞在の後、再びローマへ戻った。
晩年は困窮しパリで亡くなった。フーキエがテュイルリー宮殿のために描いた作品はフランス革命で失われた。

## 作品

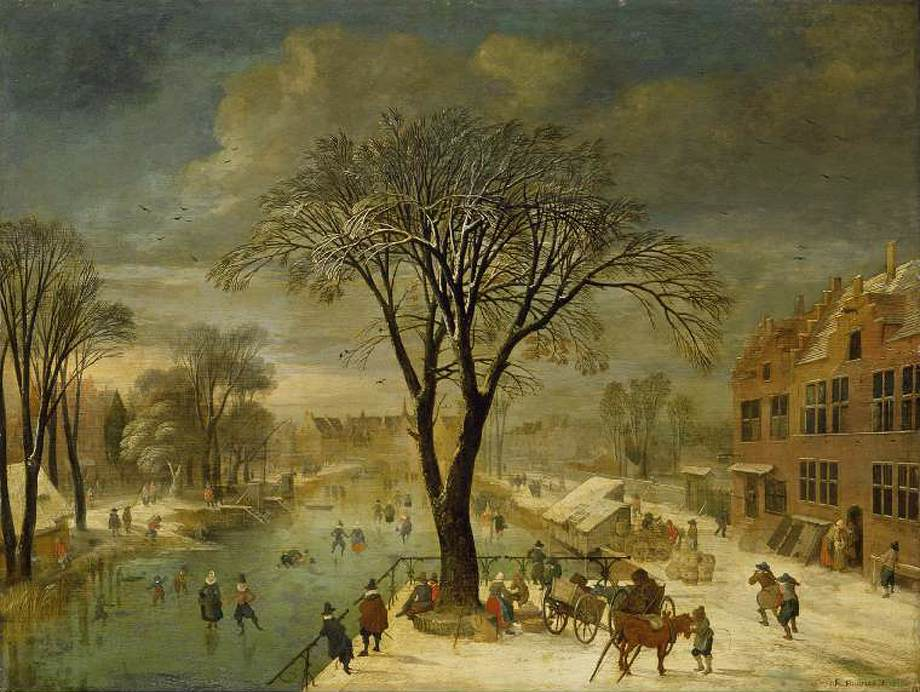
「冬の風景」(1617) フィッツウィリアム美術館
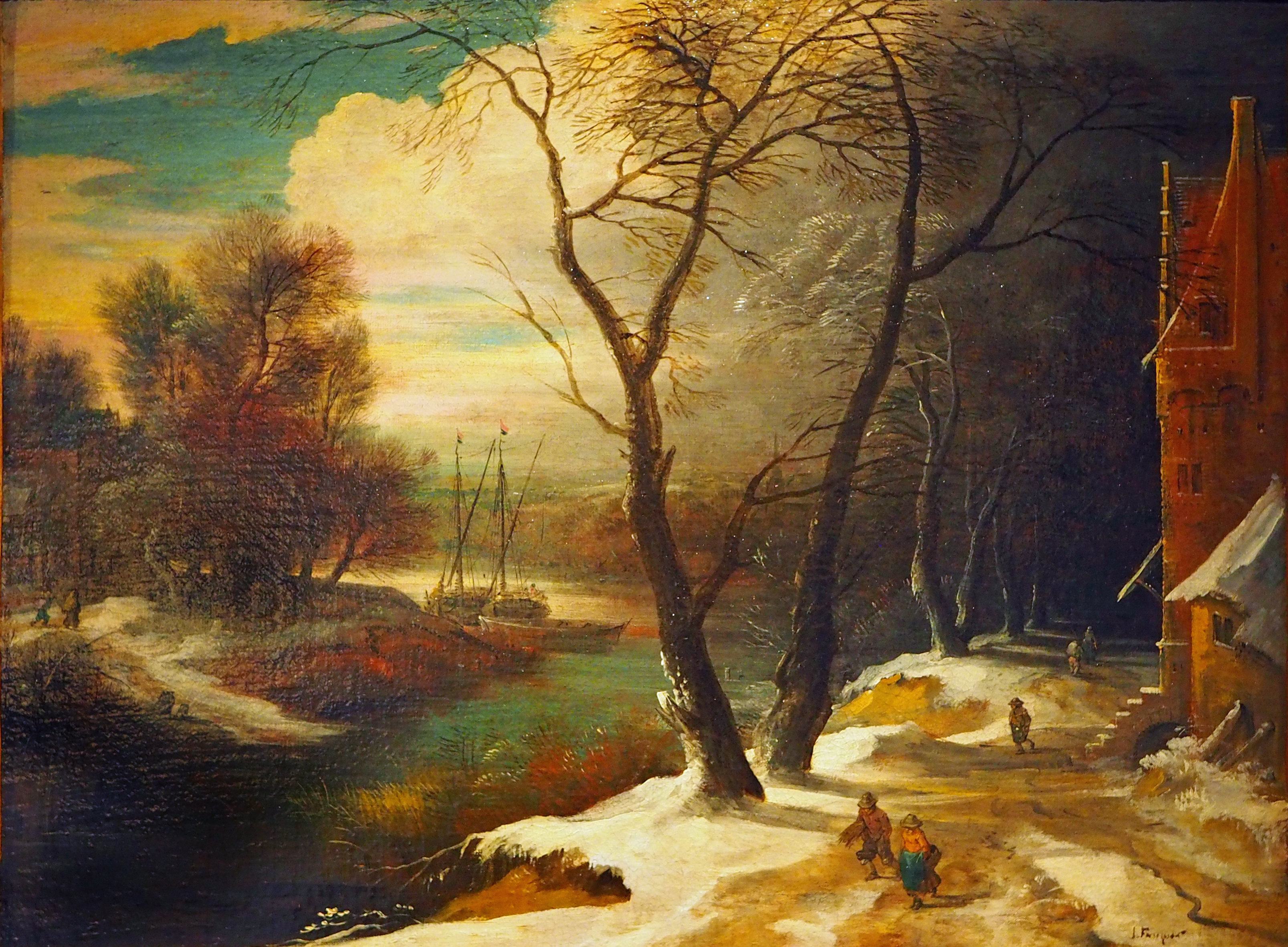
「冬の風景」 Bomann-Museum(ツェ
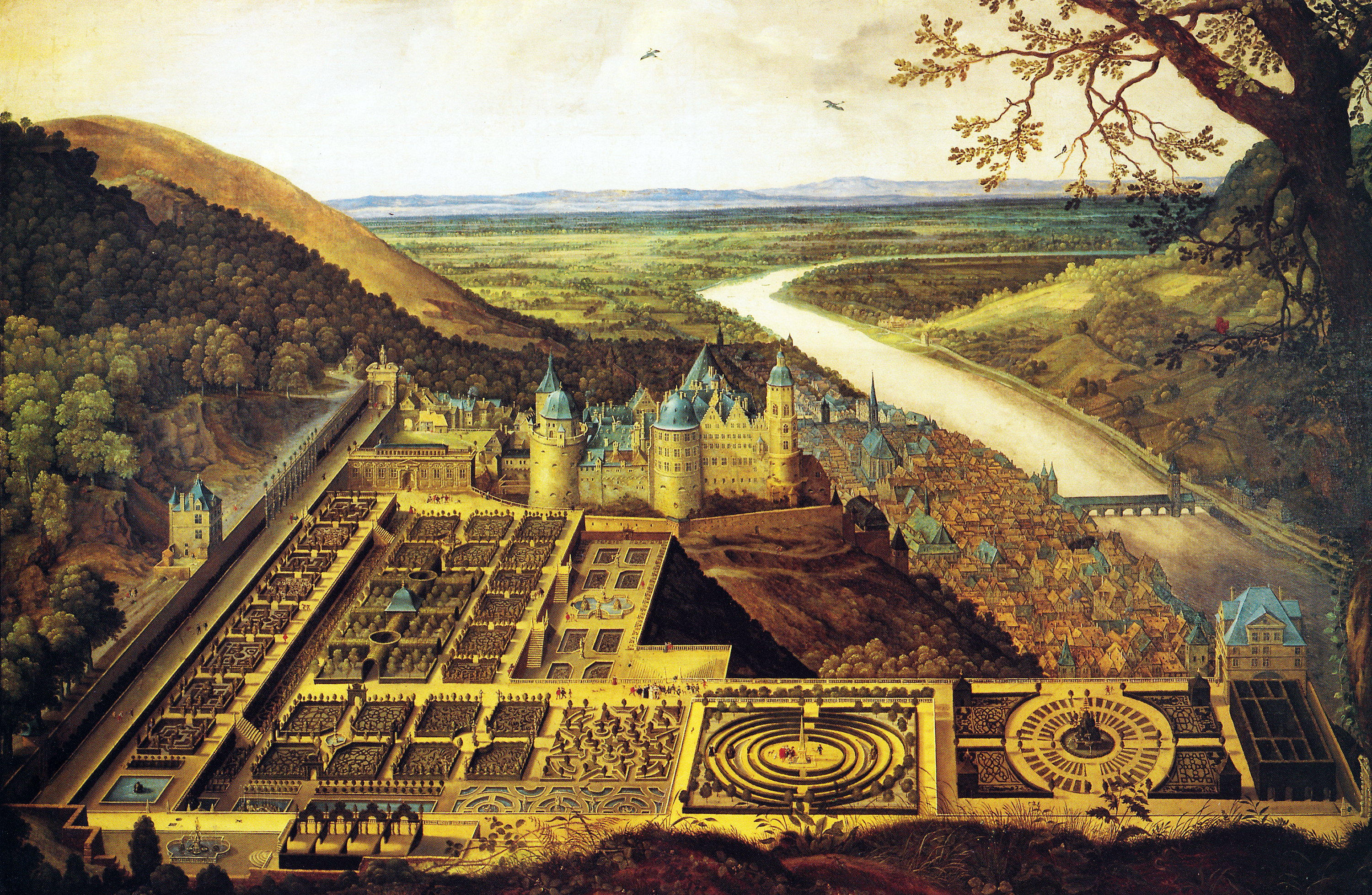
ハイデルベルク城と庭園 (1620) プファルツ選帝侯博物館
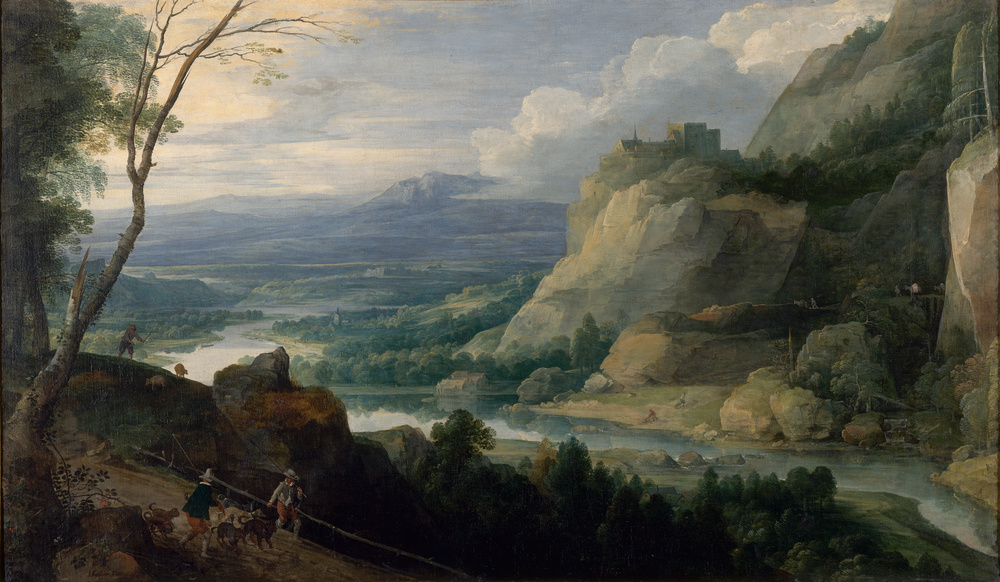
猟師のいる風景(1620) ナント美術館
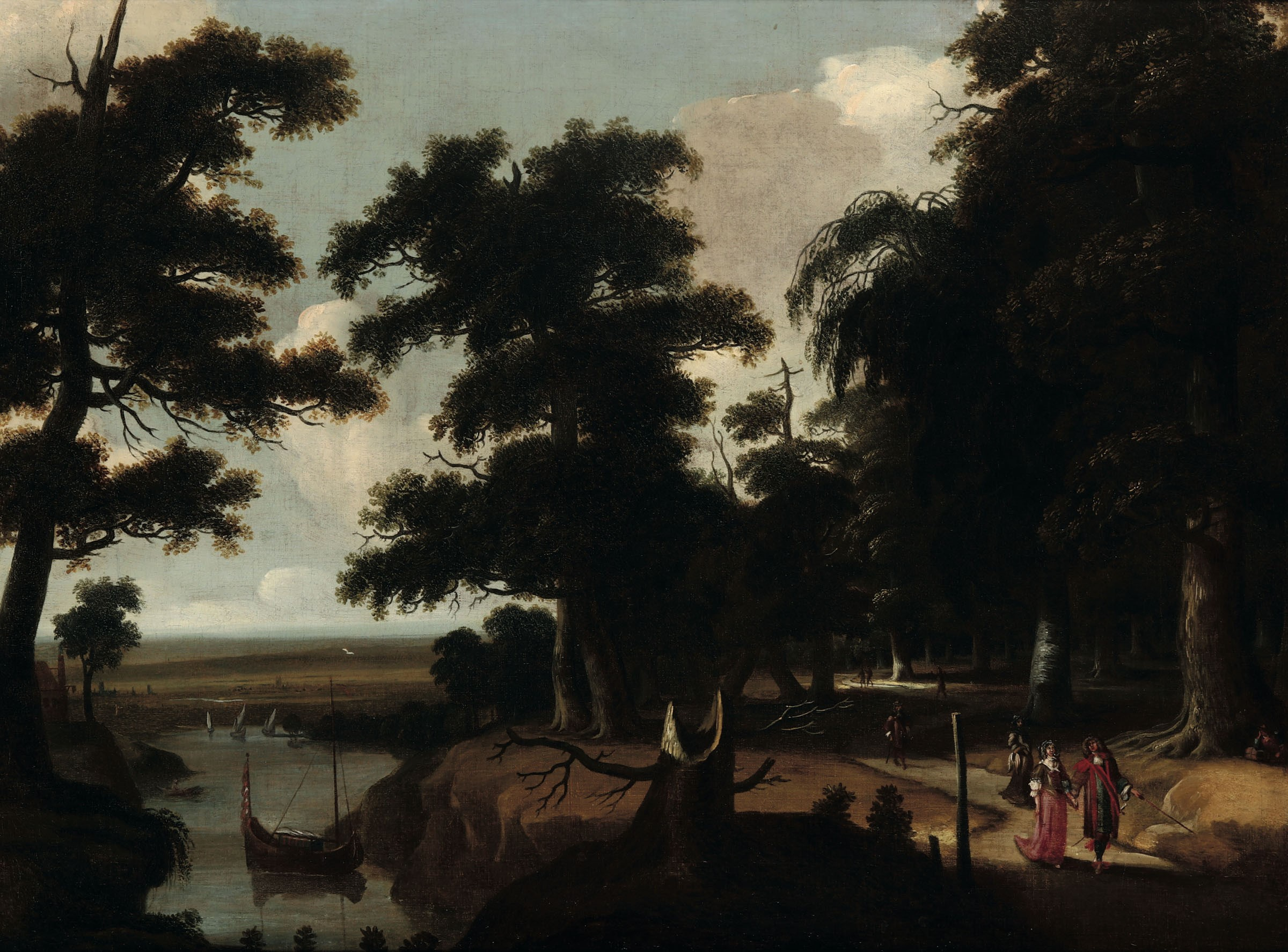
河の近くの森の風景
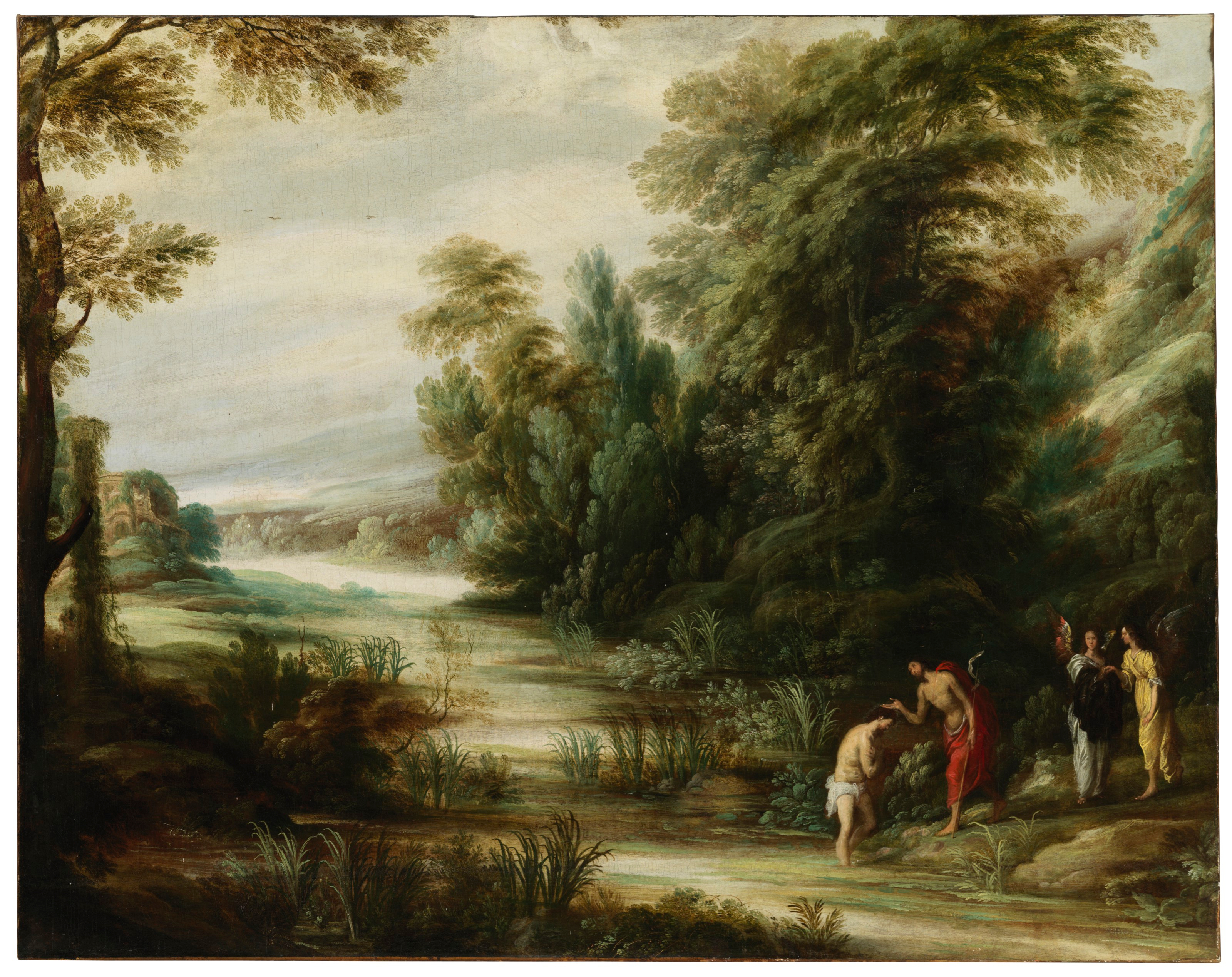
洗礼するキリストのいる川の風景